# Johanna Braun (Journalistin)
Johanna Braun (Pseudonym) ist eine deutsche Journalistin.
Für ihr Radio-Feature Wie Terror entsteht hat sie anderthalb Jahre in Kenia recherchiert. Laut Aussage des WDR wurde es aus Sicherheitsgründen nicht unter ihrem eigenen Namen veröffentlicht. Die Stiftung Radio Basel zeichnete Wie Terror entsteht als „drastisches Lehrstück von grosser Relevanz“ aus.

## Werke
- Wie Terror entsteht. Ein Feature über die Eskalation von Gewalt. Produktion: WDR 2015. Reihe: ARD-Radio-Feature.[3]

## Auszeichnungen
- Featurepreis der Stiftung Radio Basel (2015, 2. Preis)